# Shimon Watanabe
Shimon Watanabe (født 10. december 1990) er en japansk fodboldspiller.
Han har spillet for flere forskellige klubber i sin karriere, herunder Azul Claro Numazu.